# Gnophos panessacaria
Gnophos panessacaria är en fjärilsart som beskrevs av Trimoulet 1858. Gnophos panessacaria ingår i släktet Gnophos och familjen mätare. Inga underarter finns listade i Catalogue of Life.